# Українська культурна спадщина під час російського вторгнення (з 2022)

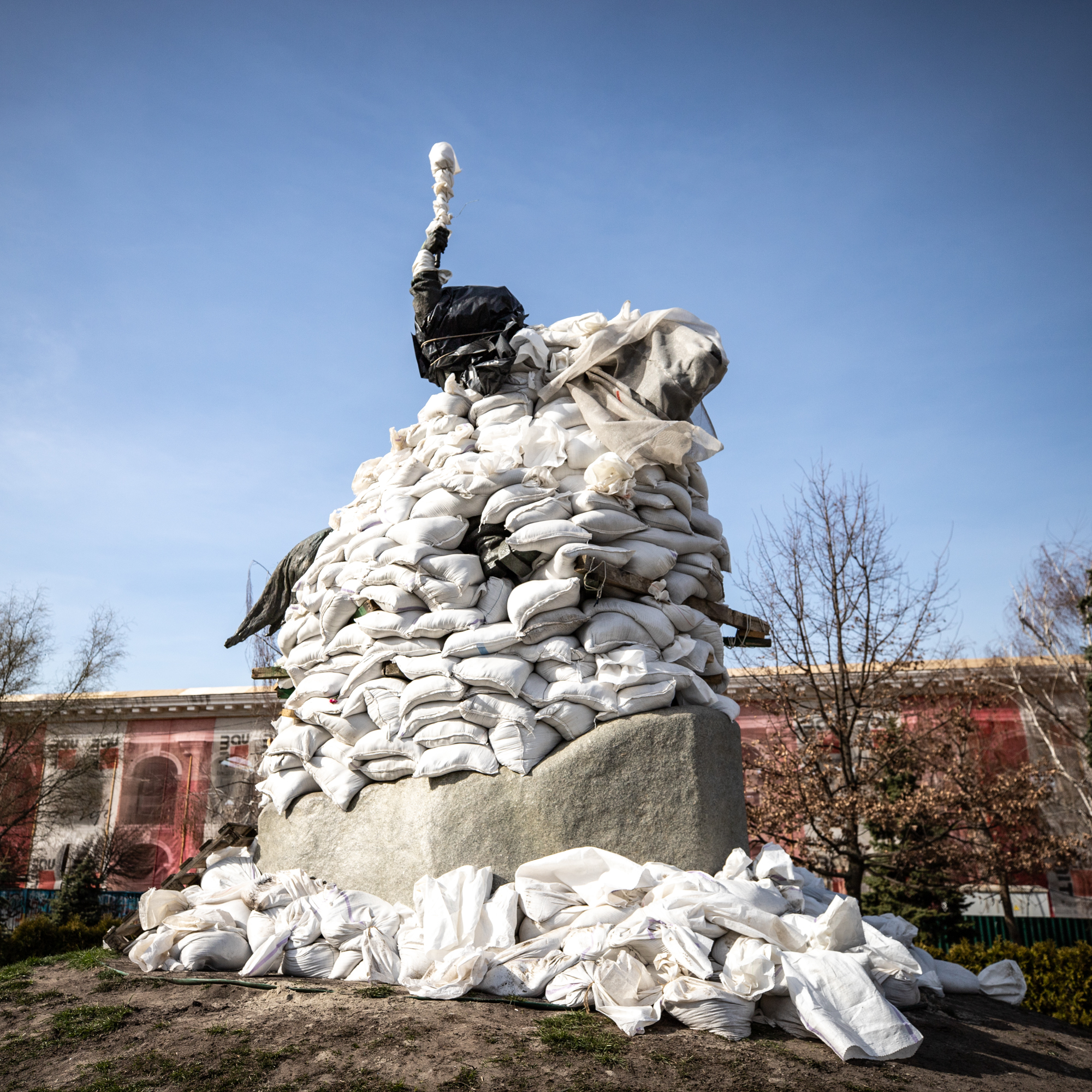
Пам'ятник гетьману Сагайдачному в Києві, захищений мішками з піском

Російська Федерація почала вторгнення в Україну 24 лютого 2022 року, що стало новим етапом російсько-української війни, розпочатої в 2014 році, і, за деякими оцінками, наймасштабнішою війною в Європі з часів Другої світової. Під час бойових дій багато об'єктів культурної спадщини України були знищені, пошкоджені або потрапили під загрозу.

## Зусилля щодо збереження

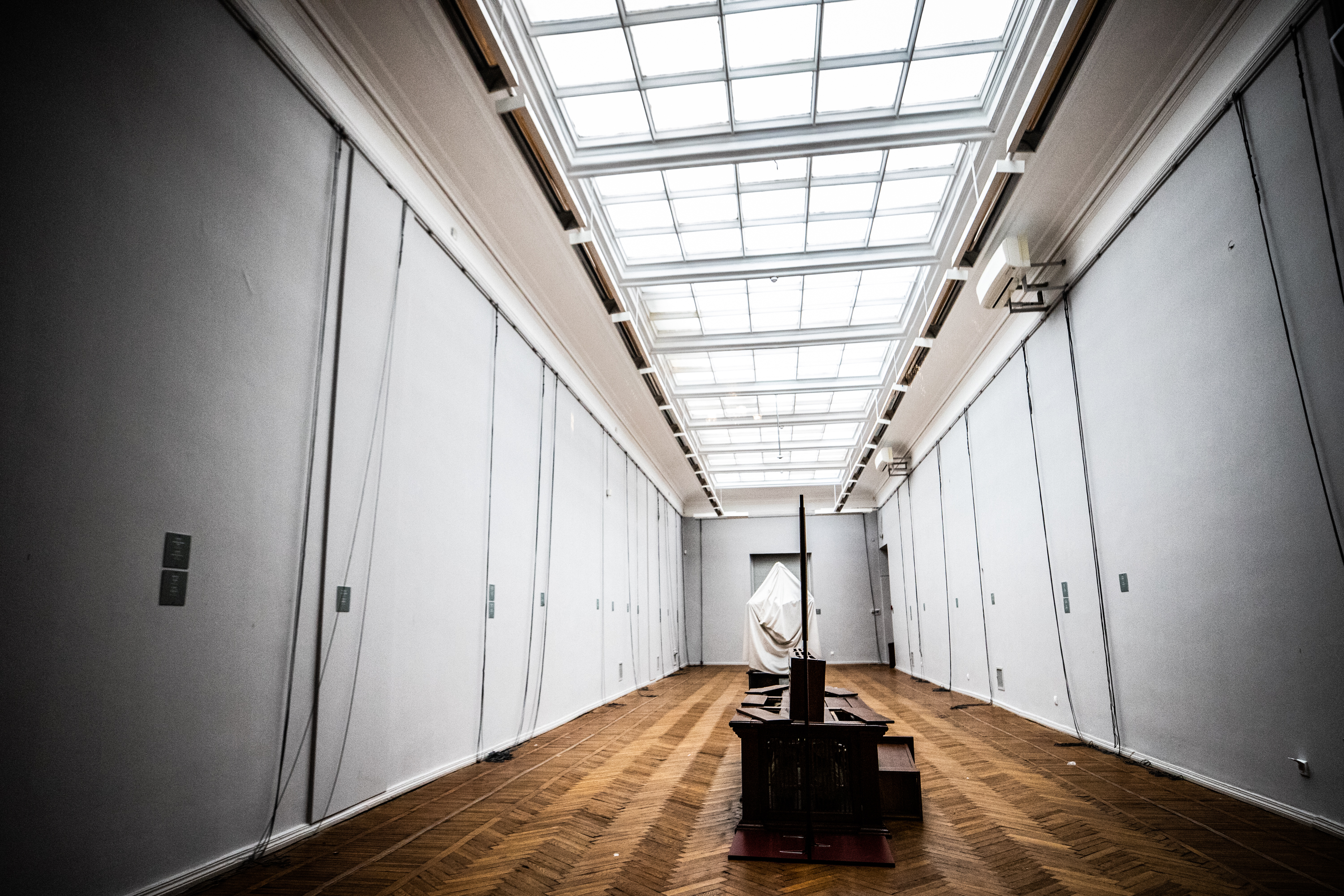
Київська картинна галерея після евакуації картин

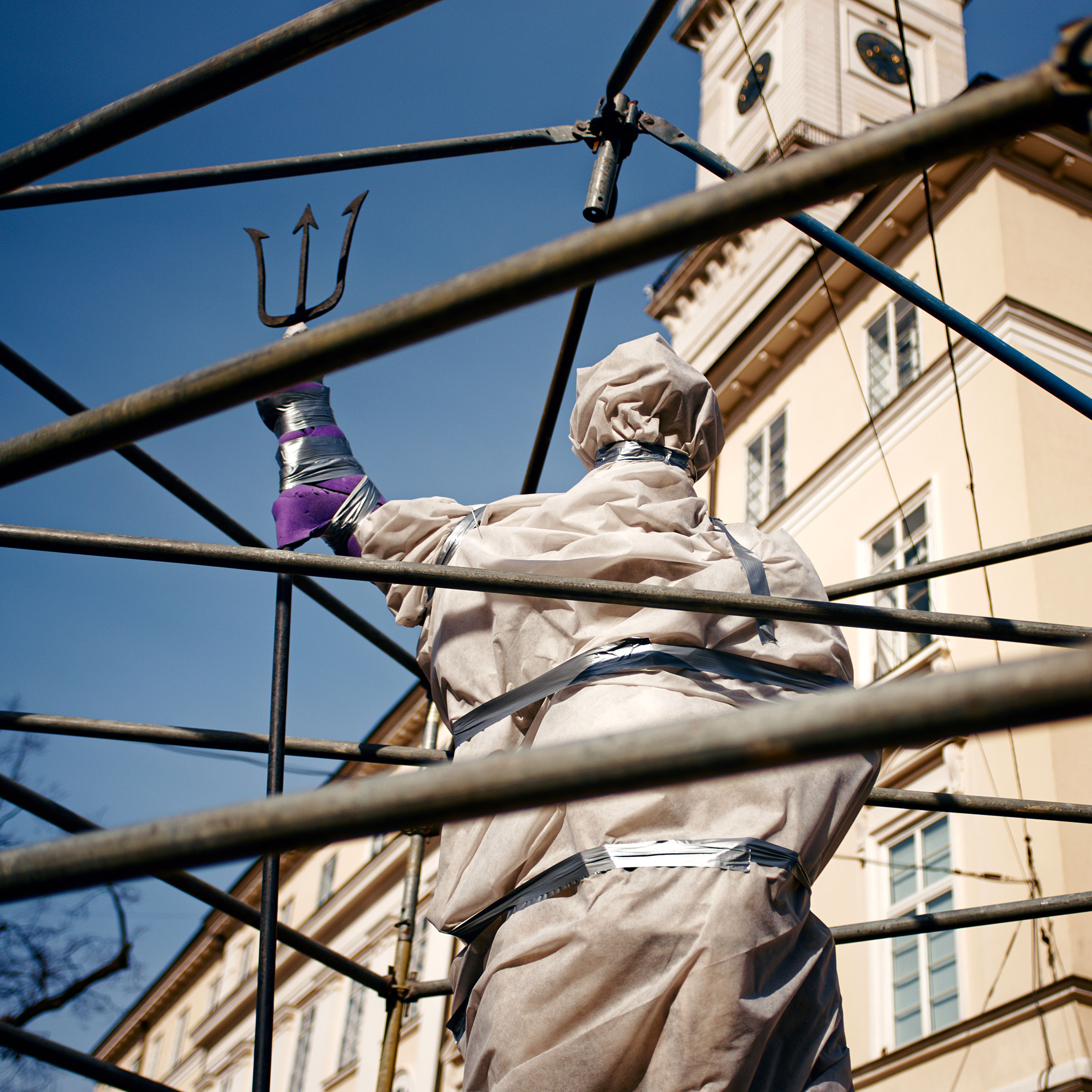
Захист статуї Нептуна у Львові

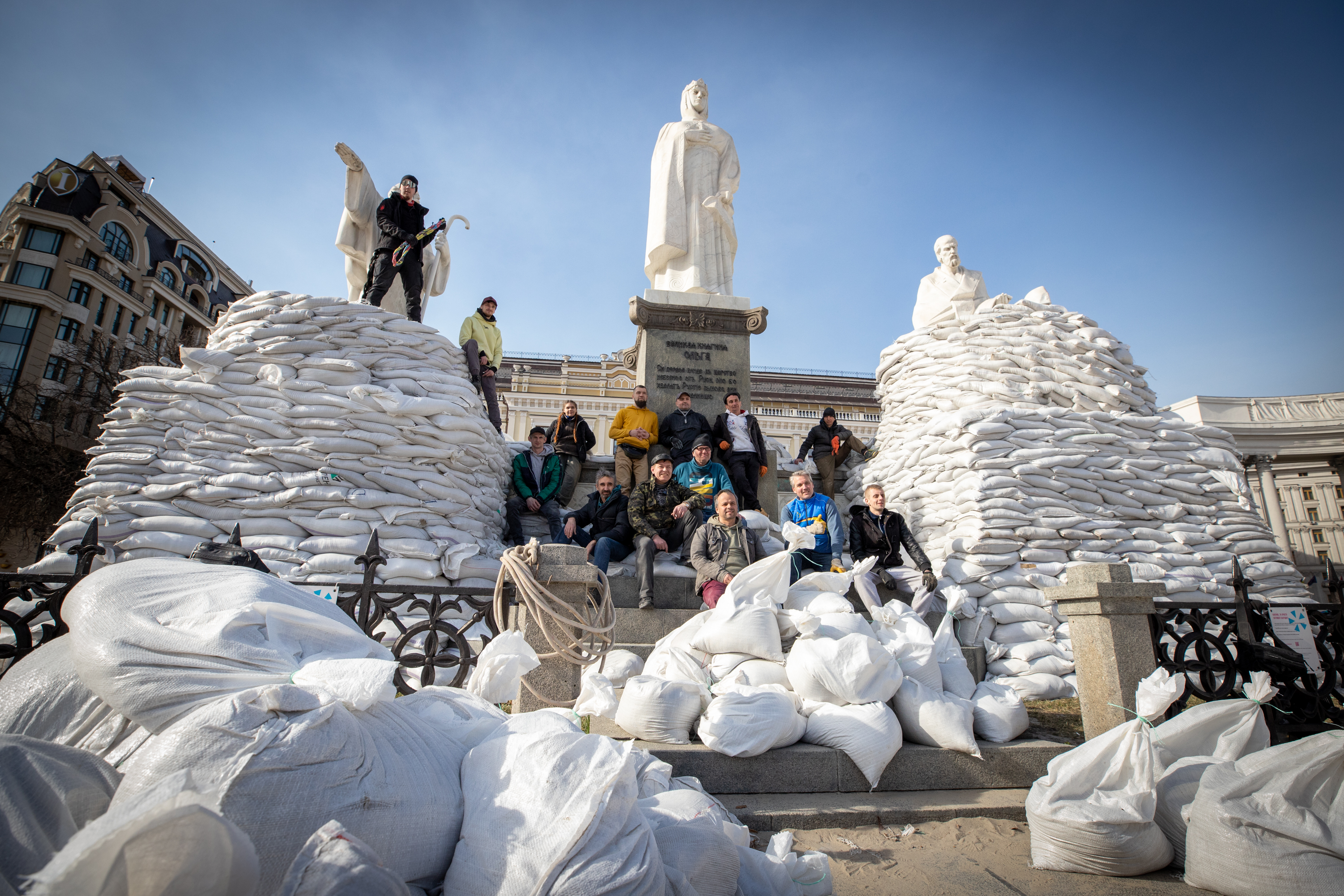
Захист пам'ятника княгині Ользі в Києві

Деякі музеї країни з початком війни або ще раніше перемістили експонати в місця, розташування яких не розголошується. Так, три музеї Одеси ще в січні почали готуватися до евакуації експонатів на захід України під виглядом відправки на виставки. Були підготовлені спеціальні «червоні списки» експонатів українських музеїв для евакуації в разі нападу. Директор Національного музею історії України Федір Андрощук на початку березня повідомив, що чотири музеї у Вінниці, Житомирі, Сумах та Чернігові зняли з експозиції та захистили основні експонати, а музей у Вінниці частково використовується як житло для переміщених осіб. Деталі кампанії з захисту української культурної спадщини не розкриваються, але вона охоплює музеї, архіви, галереї, бібліотеки та інші організації по всій країні і, за оцінкою Bloomberg, є однією з наймасштабніших у нинішньому столітті, нагадуючи подібну кампанію в Європі під час Другої світової війни. За словами Марини Філатової, співробітниці адміністрації Харківського художнього музею, «Це іронія долі, що ми повинні рятувати картини російських художників в нашій країні, це просто варварство!».
У захисті об'єктів культури беруть участь і недержавні об'єднання. Так, івано-франківський колектив художників «Асортиментна кімната» облаштував кілька укриттів і за перші 10 днів війни евакуював туди понад 20 колекцій творів мистецтва. Запити на евакуацію надходили колективу від галерей Києва, Маріуполя, Одеси, Запоріжжя та інших міст. Директор львівського музею «Територія Терору» Ольга Гончар організувала кризовий фонд «Швидка музейна допомога», підтриманий Єврокомісією та асоціацією MitOst. Станом на початок березня він надав підтримку майже 20 музеям із 4 областей, насамперед із маленьких міст і сіл на півдні та сході країни.
Багато нерухомих пам'яток у різних містах захищають, обкладаючи їх мішками з піском, дошками або загортаючи в пластик. У Києві в такий спосіб силами підприємців, громадськості та волонтерів станом на середину квітня було захищено близько 28 об'єктів. Для цих цілей представники бізнесу надали місту опалубні щити на 1 млн гривень, близько 15 машин піску та 20 тисяч мішків. У Львові частину об'єктів історичної спадщини демонтували та перемістили в укриття, а пам'ятники, статуї, фонтани та церковні вітражі, які не можна було демонтувати, захистили дерев'яними конструкціями та загортанням у пластик чи інші матеріали. Захисту львівських пам'яток багато допомагають європейські організації. Так, із Польщі до міста відправили два вагони захисних матеріалів.
Незабаром після вторгнення ЮНЕСКО оголосила, що працює над тим, щоб позначити ключові історичні об'єкти країни емблемою Гаазької конвенції 1954 року, міжнародно визнаним символом охорони культурної спадщини під час збройного конфлікту. Організація також працюватиме з директорами українських музеїв для координації зусиль із збереження колекцій. Планується також моніторинг пошкоджень культурних об'єктів за допомогою супутникової зйомки.
Посольство України при Святому Престолі та Верховна українська католицька архієпархія закликали Росію не бомбити Софійський собор.
Волонтери створили міжнародний проєкт «Врятувати українську культурну спадщину онлайн» (SUCHO), що має на меті архівацію онлайнових культурних цінностей — контенту різноманітних сайтів, присвяченого культурі. Станом на 8 квітня було архівовано 25 терабайтів даних. Проєкт був підтриманий технологічними компаніями та інтернет-провайдерами. У ньому беруть участь понад 1000 бібліотекарів, архівістів та дослідників; до його реалізації долучились Український науковий інститут Гарвардського університету та Альбертський університет.

## Знищені та пошкоджені об'єкти

Пам'ятник Тарасу Шевченку в Бородянці

1 квітня 2022 року ЮНЕСКО повідомила, що війною повністю або частково знищено не менше 53 об'єктів культури, серед яких 29 церков, 16 історичних будівель, 4 музеї і 4 пам'ятники (список не претендував на повноту). За попередніми підрахунками Українського культурного фонду, станом на цю дату були пошкоджені або знищені понад 150 пам'яток та об'єктів культури. 18 квітня — в Міжнародний день пам'яток і визначних місць — кількість постраждалих пам'яток, зафіксованих Мінкультом, досягла 200, 5 травня — 300, а 3 вересня — 500.
Станом на 26 липня 2023 року ЮНЕСКО підтверджувало знищення або пошкодження 281 об'єкта культурної спадщини України: 118 релігійних споруд, 103 історичних будівель та культурних закладів, 19 пам'ятників, 27 музеїв, 13 бібліотек та одного архіву. Об'єкти Світової спадщини ЮНЕСКО, наскільки відомо, не постраждали, однак обстрілами пошкоджені будівлі в буферних зонах історичних центрів Львова та Одеси. Міністерство культури та інформаційної політики України станом на 3 вересня 2022 року зафіксувало 500 випадків пошкодження або руйнування об'єктів культури, серед яких 169 релігійних споруд, 75 мистецьких осередків (будинків культури, театрів, кінотеатрів тощо), 52 меморіальних пам'ятника та твора мистецтва, 45 бібліотек і 36 музеїв та заповідників. Серед постраждалих об'єктів — 23 пам'ятки національного значення, 112 — місцевого та 7 — щойно виявлених об'єктів культурної спадщини. Найбільше злочинів проти культурної спадщини зареєстровано в Донецькій (130), Харківській (108), Київській (80), Луганській (59), Чернігівській (38) та Сумській (28) областях. Близько 100 об'єктів ще станом на липень були знищені повністю або майже повністю.

### Музеї

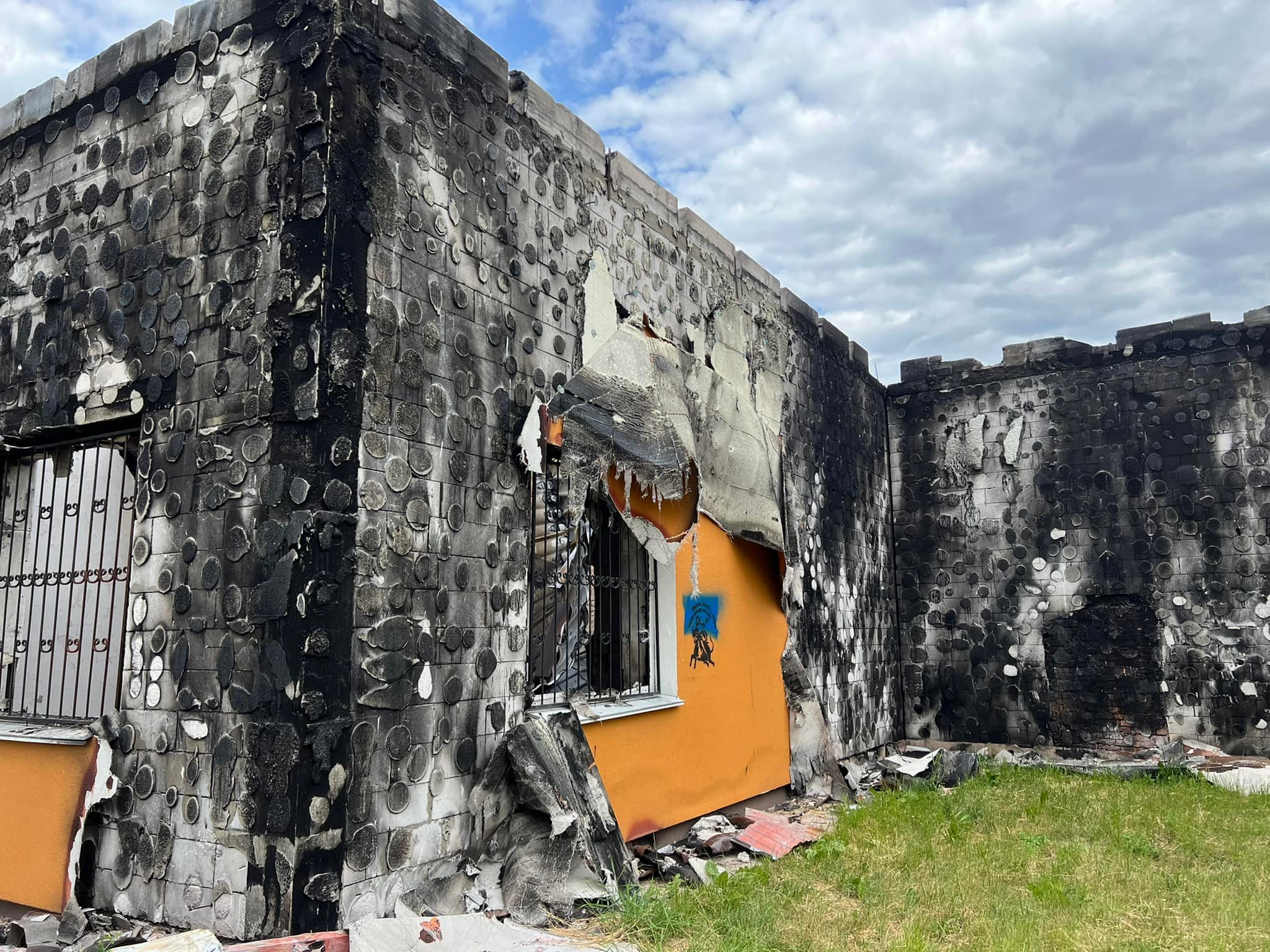
Спалений Іванківський історико-краєзнавчий музей

25 або 27 лютого від російського ракетного обстрілу згорів дотла Іванківський історико-краєзнавчий музей в Київській області. У музеї зберігалися твори народної творчості, зокрема картини Марії Примаченко та текстильні роботи Ганни Верес. Частину картин Примаченко та інших експонатів місцеві жителі врятували з палаючої будівлі.
1 березня російським ракетним ударом був пошкоджений музей Меморіального центра Голокосту «Бабин Яр» (див. нижче[⇨]).
2 березня бомбовим авіаударом був частково зруйнований краєзнавчий музей у Бородянці. Багато експонатів пошкоджено, але значна частина вціліла.
6 березня було обстріляно й пошкоджено музей-заповідник М. М. Коцюбинського в Чернігові. Того ж дня поверхові пошкодження отримав обласний художній музей імені Григорія Ґалаґана. Того ж дня Харківський університет повідомив про пошкодження свого музея природи. Цей музей теж постраждав не сильно, але відновлювальних робіт потребує.
7 березня російські війська обстріляли історико-архітектурний музей-заповідник «Садиба Попова» в Запорізькій області. Було пошкоджено будівлю манежа-стайні. 13 березня музей було обстріляно знов. Крім того, російські військовослужбовці розграбували його, вкравши навіть антикварний унітаз (який свого часу крали ще більшовики).
Того ж дня стало відомо про пошкодження Харківського художнього музею, де постраждали фасад, вітражі й розбито більшість вікон. Експонати не пошкоджені, але їм загрожує вуличне повітря.

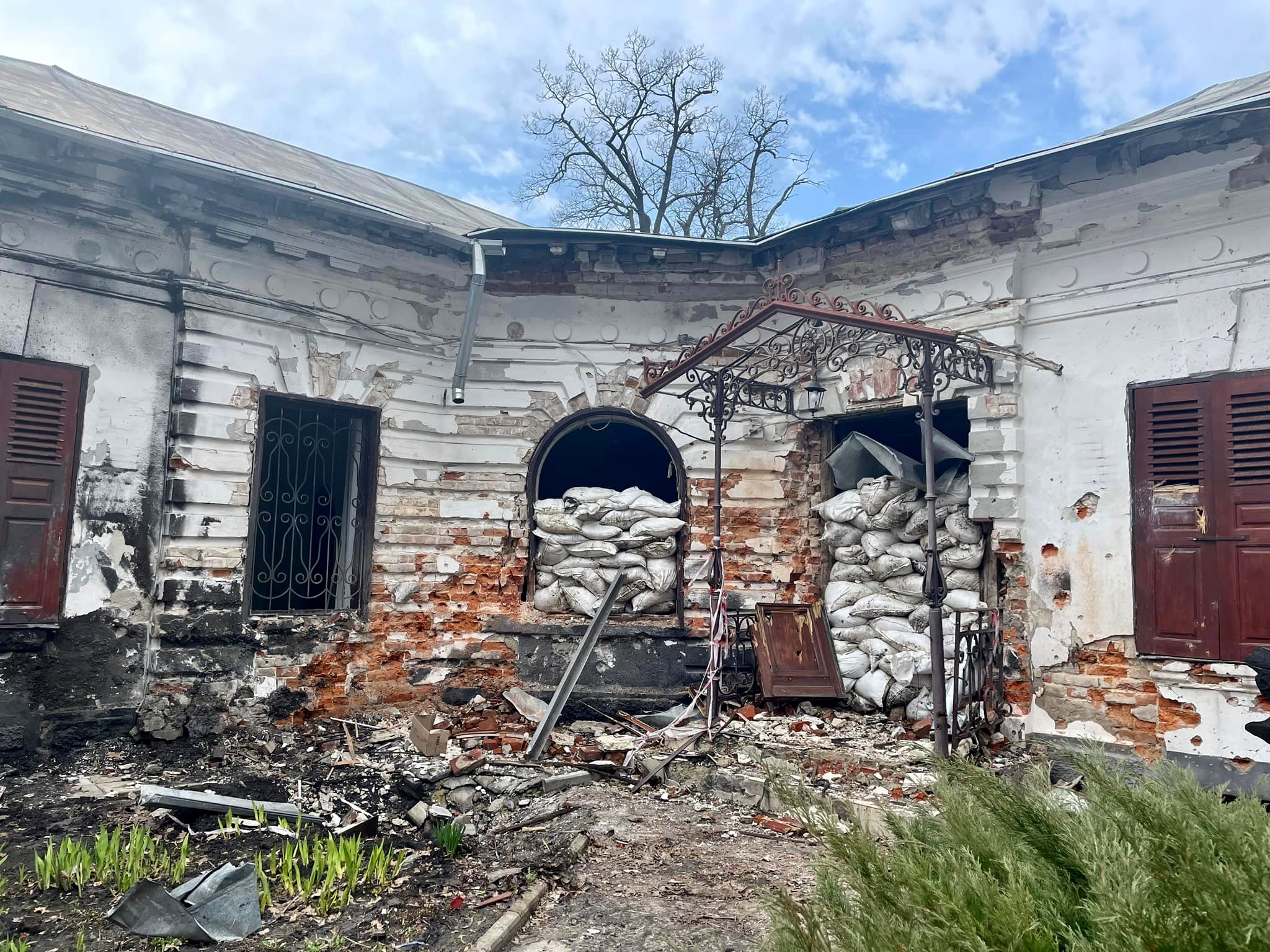
Тростянецький краєзнавчий музей у садибі Леопольда Кеніга після російського обстрілу

8 березня (частково раніше та пізніше) військові РФ пошкодили обстрілами Тростянецький районний краєзнавчий музей, будівля якого є пам'яткою архітектури XVIII—XIX століть. Крім того, музей був пограбований. Експонати не постраждали, остільки були перенесені в інше місце.
9 березня російський обстріл частково зруйнував Охтирський міський краєзнавчий музей, розташований у маєтку початку XX століття.
13 березня був пошкоджений фасад та частина експозиції Військово-історичного музею в Чернігові.
14 березня був обстріляний Національний музей-заповідник «Битва за Київ у 1943 році» в Київській області.
21 березня російські війська прямим попаданням авіабомби знищили художній музей імені Куїнджі в Маріуполі. Оригіналів картин Архипа Куїнджі в музеї на той час не було, але були роботи інших митців.
Того ж дня російським бомбардуванням був зруйнований Музей ретрокомп'ютерів у Маріуполі, що містив понад 500 зразків комп'ютерної техніки від 1950-х до початку 2000-х років.

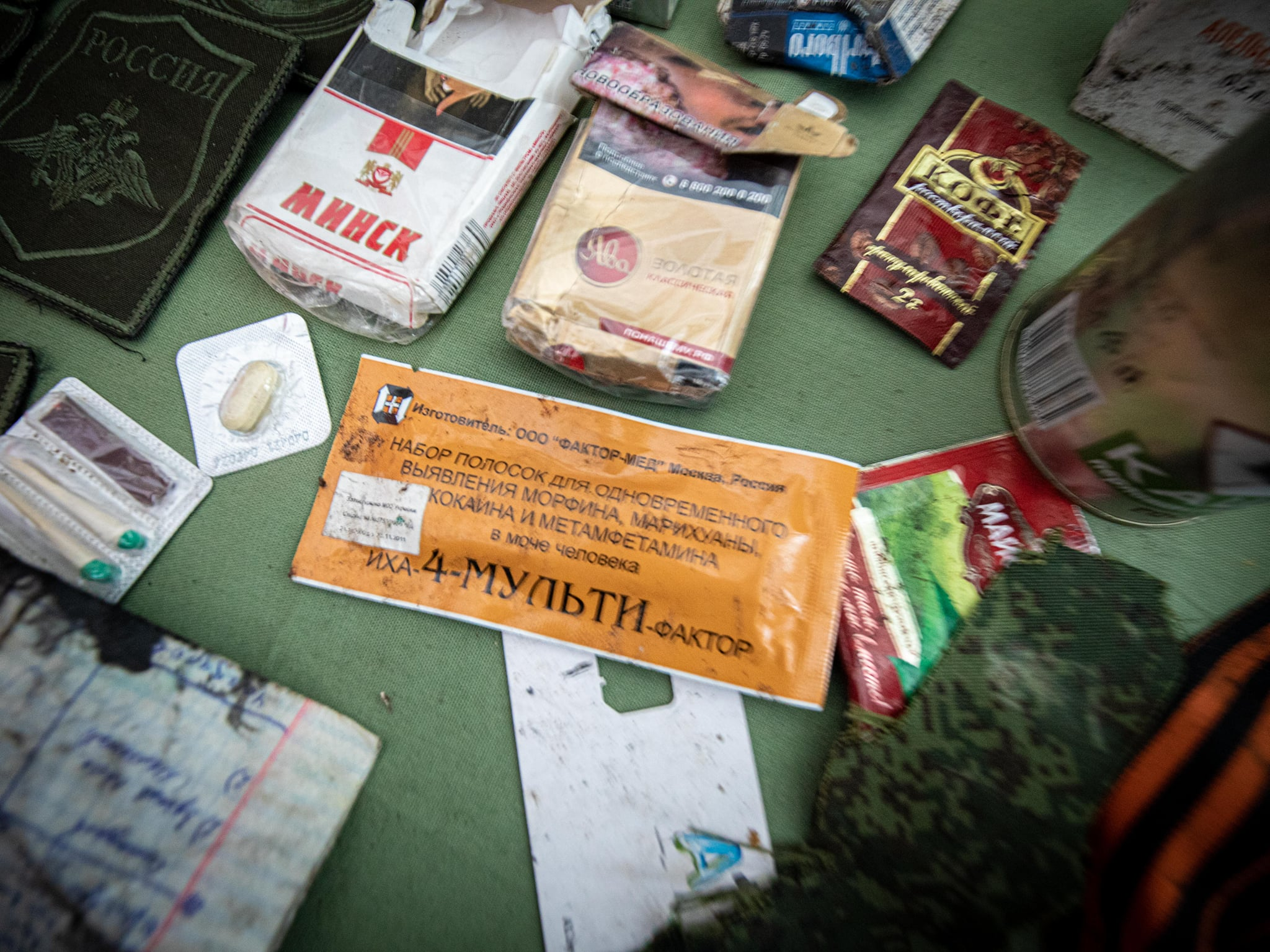
Сміття, залишене російськими військами в чорнобильському музеї «Зірка Полин»

19 квітня з'явилося повідомлення про пожежу внаслідок обстрілів у Маріупольському краєзнавчому музеї. Музей був знищений бомбардуваннями та пожежею майже повністю. Багато експонатів частково або повністю згоріли.
Маріупольська міськрада заявила, що російські війська вивезли понад 2000 експонатів трьох маріупольських музеїв (зокрема картини Куїнджі та Айвазовського) до Донецька.
27 квітня стало відомо про обкрадання музею «Зірка Полин» у Чорнобилі. За повідомленням ДСНС України, окупанти забрали звідти телевізори і залишили сміття та боєприпаси. Експонати не постраждали.

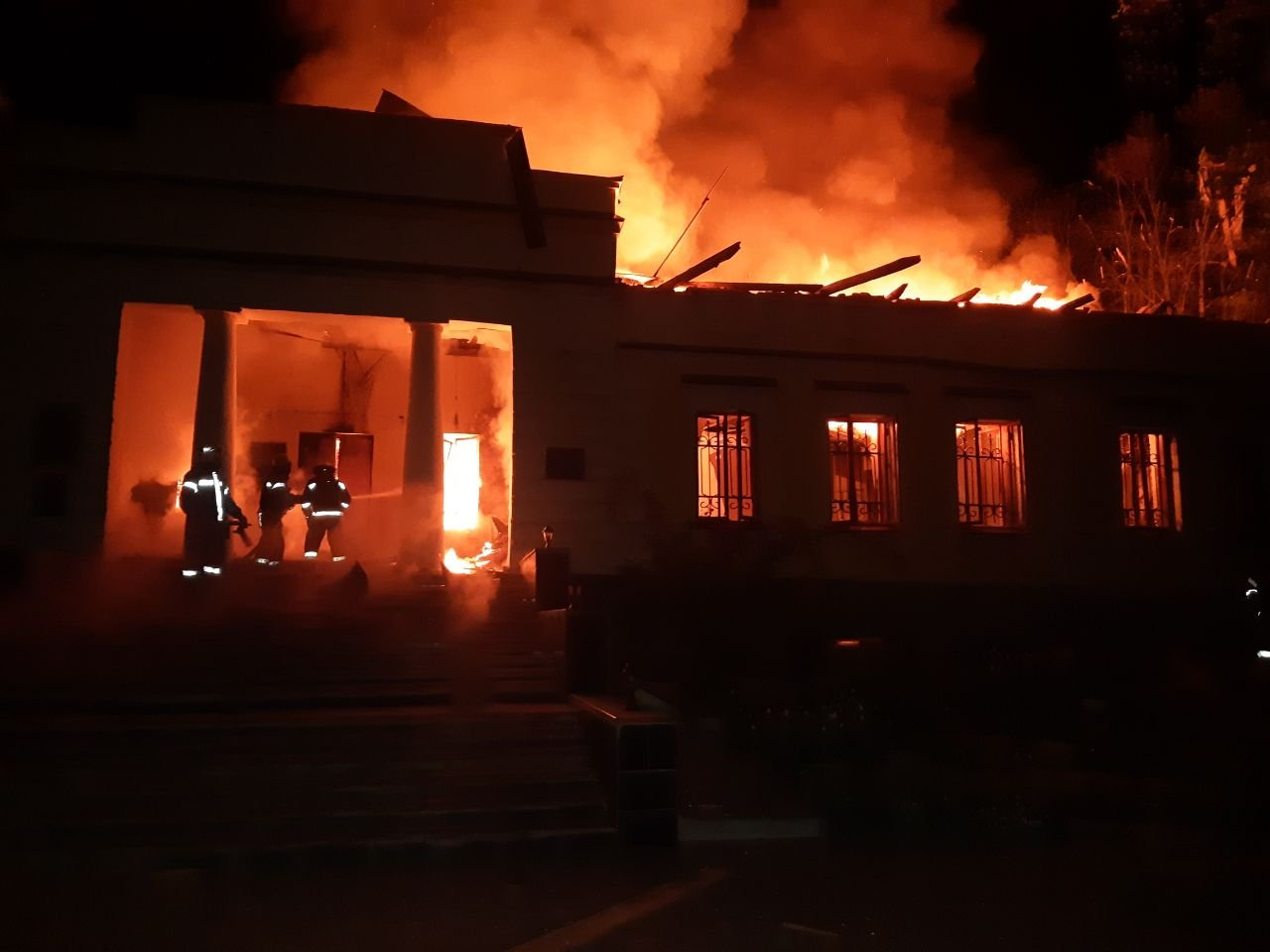
Меморіальний музей Григорія Сковороди після обстрілу 6 травня 2022 року

6 травня внаслідок російського обстрілу згорів Національний літературно-меморіальний музей Г. С. Сковороди у селі Сковородинівка Харківської області. Була поранена людина.
2 червня в Харкові російська ракета зруйнувала школу з єдиним в Україні музеєм російського поета Сергія Єсеніна. Одна людина загинула.
Знищено й невідому кількість інших маленьких музеїв при школах та інших закладах.

### Бібліотеки
Станом на 24 червня 2022 року було пошкоджено або повністю знищено принаймні 122 бібліотеки. У 21 із них не лишилося жодного документа.
В Донецькій області внаслідок обстрілу згоріла Центральна публічна бібліотека Вугледарської міської громади. Наукову бібліотеку мав Маріупольський краєзнавчий музей, знищений обстрілами та пожежею.
У Житомирській області від бомбардування постраждала Житомирська обласна універсальна наукова бібліотека імені Олега Ольжича, де пошкоджено фасади, двері та вікна.
У Київській області пошкоджена Макарівська публічна бібліотека, розташована в будівлі початку ХХ століття. Знищено бібліотеку в селі Підгайне.
В Луганській області постраждали Старобільська дитячо-юнацька бібліотека, Сєвєродонецька міська публічна бібліотека та Шуліківська сільська бібліотека.

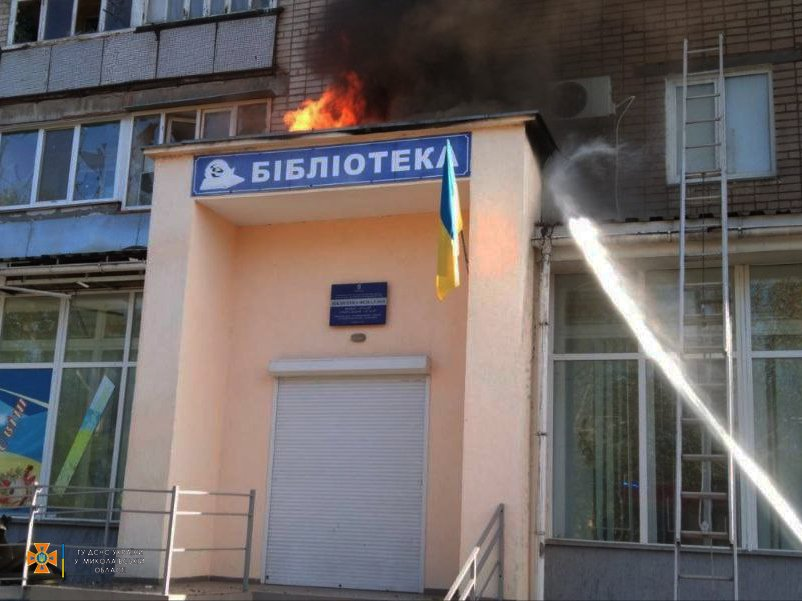
Бібліотека в Миколаєві після обстрілу 7 травня

В Миколаєві 7 травня від російського обстрілу постраждала бібліотека в житловому будинку в Корабельному районі.
У Харкові 2 березня внаслідок ракетного удару по Палацу праці постраждала розташована неподалік Центральна наукова бібліотека університету імені Каразіна, заснована 1804 року, в якій вибито вікна та пошкоджено фасад. 13 березня була пошкоджена державна наукова бібліотека імені Короленка, розташована в будівлі 1901 року. Там, крім вікон і фасаду, постраждали інтер'єри та вітраж на стелі. Вплив зовнішнього клімату загрожує книгам. Повідомляється також про пошкодження харківської Центральної бібліотеки Київського району, Центральної бібліотеки Салтівського району та бібліотек № 2, 36 і 43. 27 квітня через російський обстріл горіла бібліотека в Барвінківській громаді на Харківщині.
В Херсонській області було знищено бібліотеку села Олександрівка та пошкоджено бібліотеку села Станіслав.
У Чернігові 28 лютого вибухова хвиля від ракетного удару частково зруйнувала центральну міську бібліотеку імені Коцюбинського та бібліотеку для дітей імені Довженка, розташовані в одній будівлі. 11 березня трьома 500-кілограмовими бомбами напівзруйновано історичний будинок Василя Тарновського, де розташовувалась обласна бібліотека для юнацтва. 30 березня обстрілом пошкоджено будівлю Дворянського земельного банку, що містить обласну наукову бібліотеку.

### Меморіали, місця поховань
В Донецькій області постраждали пам'ятники митрополиту Ігнатію та Володимиру Короленку в Маріуполі, а також пам'ятник воїнам-афганцям. Був зруйнований меморіал Василю Сліпаку поблизу селища Луганське.
При російському обстрілі Київської телевежі 1 березня 2022 року був пошкоджений Меморіальний центр Голокосту «Бабин Яр», що на той час будувався. Зазнали пошкоджень будівля музею при центрі та пам'ятка XIX століття — колишня контора прилеглого цвинтаря.
В Київській області постраждали братська могила з пам'ятником загиблим у Другій світовій війні в Бучі, пам'ятник Тарасу Шевченку та статуя архангела Михаїла в Бородянці, а також два пам'ятники загиблим у Другій світовій війні, пам'ятник воїнам-афганцям та пам'ятник загиблим солдатам ЗСУ.
В Запорізькій області пошкоджена меморіальна стела учасникам АТО в Енергодарі.

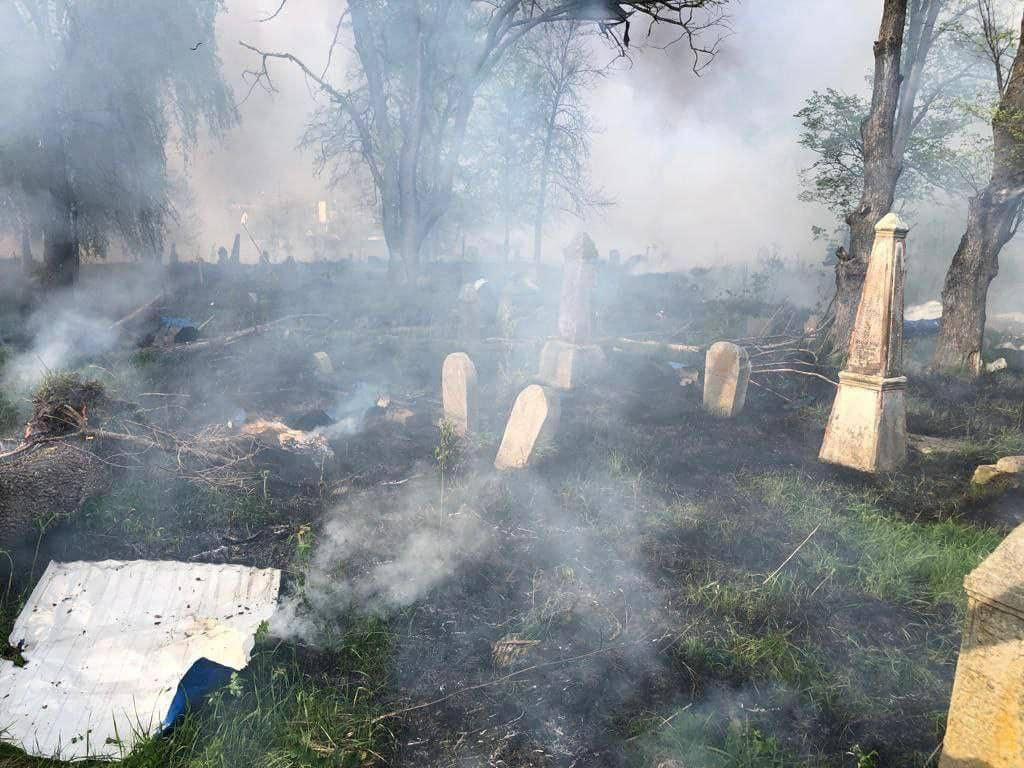
Кладовище в Глухові після обстрілу 8 травня

В Харківській області 17 березня стало відомо про пошкодження російським авіабомбардуванням меморіала «Атака», присвяченого загиблим у Другій світовій війні.
23 березня російська армія обстріляла харківський Меморіал жертв тоталітаризму. За даними Польського агентства преси, жодні інші об'єкти тієї місцевості обстріляні не були, що вказує на цілеспрямований удар по кладовищу. Розбито деякі плити з іменами загиблих; в одному з поховань застряг снаряд від реактивної системи залпового вогню «Смерч», який, по всій видимості, містив касетні елементи.
26 березня російським обстрілом був пошкоджений меморіал жертв нацизму «Дробицький Яр» поблизу Харкова. Також у місті постраждав меморіал Слави. Крім того, станом на 15 квітня обстрілами пошкоджено 9 кладовищ міста.

Меморіал Василю Сліпаку

В Сумській області 8 травня від російського обстрілу постраждало єврейське кладовище у Глухові. Деякі могили зруйновані впалими деревами, по кладовищу розкидало уламки дахів навколишніх будинків, більша частина площі обгоріла. Крім того, в області постраждав пам'ятник 183-й танковій бригаді.
У Херсонській області пошкоджено меморіальну стелу на честь В'ячеслава Чорновола. У Чернігові постраждав меморіал на цвинтарі Яцево.
10 липня 2022 року російські окупанти та колаборанти знищили меморіал Василю Сліпаку.

### Релігійні об'єкти

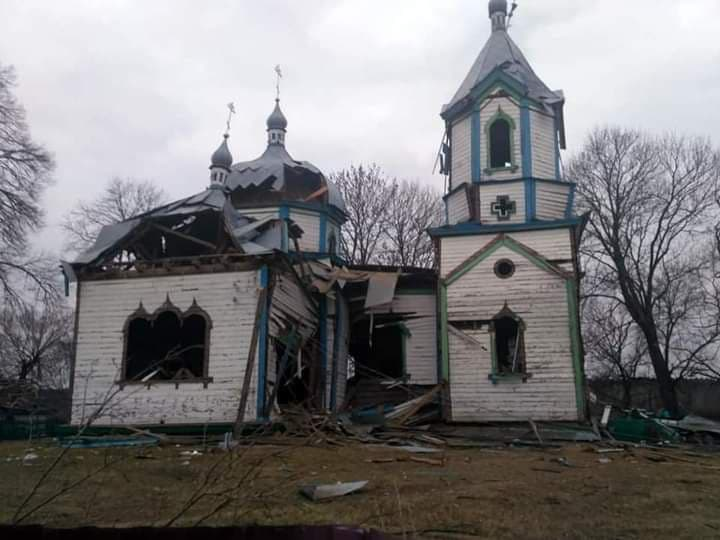
Церква Різдва Богородиці у В'язівці після обстрілу

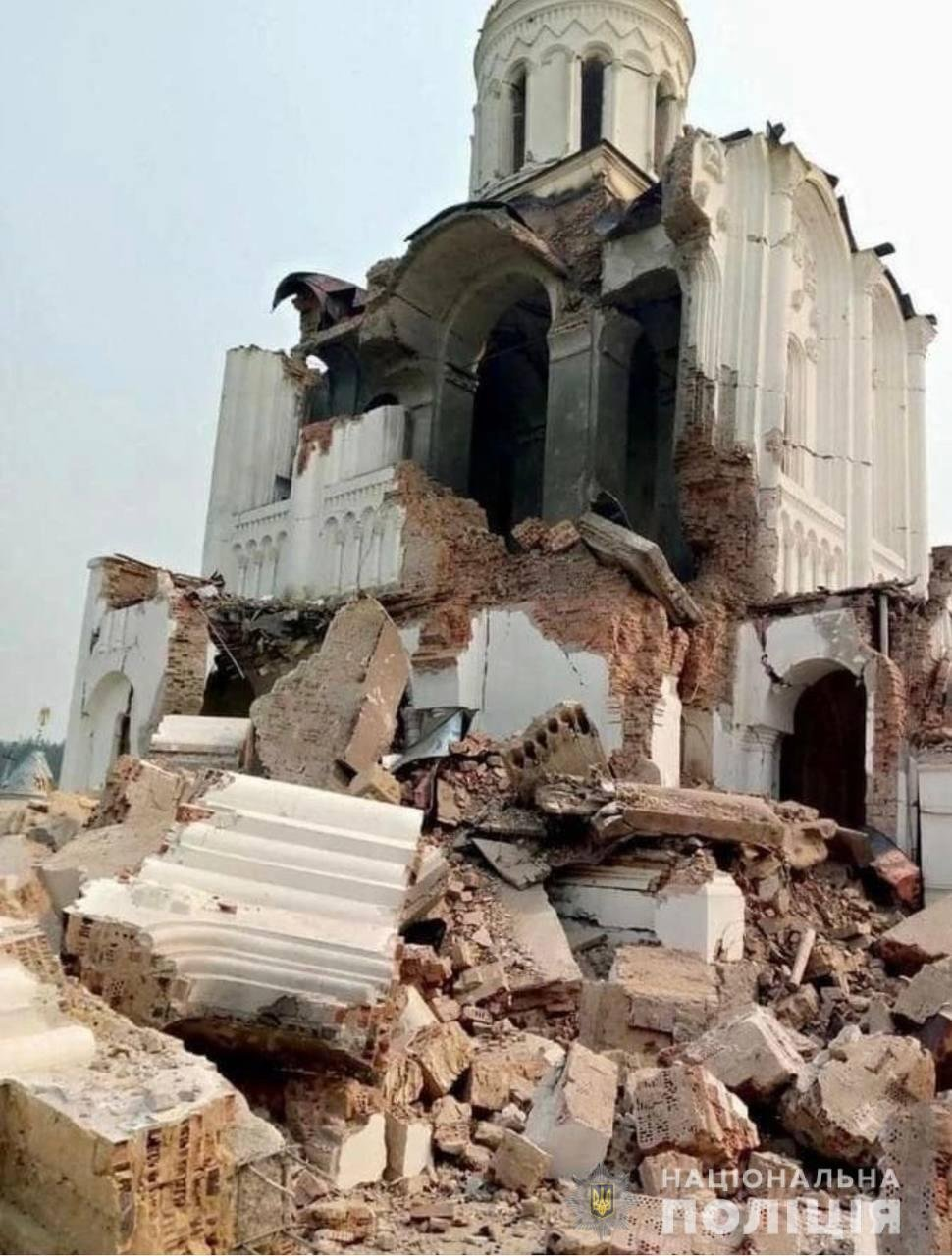
Георгіївська церква Георгіївського скиту Святогірської лаври після обстрілів у травні 2022 року

Після місяця війни, 25 березня, Державна служба України з етнополітики та свободи совісті нараховувала щонайменше 59 пошкоджених релігійних об'єктів у щонайменше 8 областях (у середньому два об'єкти за день війни). Це переважно православні церкви. На 4 вересня було відомо вже про 169 пошкоджених або знищених релігійних споруд, 54 з яких є пам'ятками історії, архітектури та містобудування або належать до цінної історичної забудови.
Серед іншого, російські війська знищили три дерев'яні церкви XIX століття: церкву Різдва Богородиці (село В'язівка, Житомирська область, 7 березня), Георгіївську церкву (село Заворичі, Київська область, 7 березня) та церкву Вознесіння Господнього (село Лук'янівка, Київська область, 25 березня). Всі ці церкви були в користуванні УПЦ Московського патріархату.
В Донецькій області численних руйнувань зазнала Святогірська лавра УПЦ МП. Так, російський авіаудар 12 березня пошкодив її житлові будівлі та поранив кількох людей, що там укривалися. 4 травня російська армія обстріляла лавру знову, поранивши 7 людей. 7 травня новим обстрілом була зруйнована церква Георгіївського скиту в селі Долина, 17 травня — церква Богородичного скиту в селі Богородичне, 4 червня — церква Всіхсвятського скиту в селі Тетянівка. Були пошкоджені й інші споруди лаври.
12 березня бомбардуваннями та обстрілами був пошкоджений Миколаївський храм ПЦУ в місті Волноваха Донецької області. 15 березня російські війська знищили будівлю управління Донецької єпархії ПЦУ, розташовану в Маріуполі.
В Київській області 10 березня був зруйнований храм пророка Іллі та апостола Андрія Первозванного в селі Мостище. Того ж дня частково зруйновано Свято-Христо-Різдвяний кафедральний собор у Сєвєродонецьку Луганської області.
В Харкові 1 березня російські війська обстріляли будівлю курії Харківсько-Запорізької дієцезії Римо-Католицької церкви. Наступного дня обстріли пошкодили три церкви УПЦ МП: Успенський собор, Антоніївський храм та церкву Жон Мироносиць. 6 березня частково зруйновано баптистський дім молитви в Ізюмі Харківської області. 10 березня пошкоджено Харківську хоральну синагогу, 11 березня — храм святого Юрія Переможця ПЦУ, в ніч на 12 березня — храм цариці Тамари УПЦ МП у П'ятихатках, 14 березня — Преображенський храм УПЦ МП на Салтівці, 15 березня — єшиву місцевої єврейської громади, 17 березня — храм Смоленської ікони УПЦ МП на Холодній горі. 4 квітня постраждав храм Різдва Богородиці УПЦ МП в Дергачах Харківської області.
В Чернігові пошкоджень зазнав ансамбль Троїцько-Іллінського монастиря та Єлецький Успенський монастир. Напівзруйновано церкву святителя Феодосія; пошкоджено Воскресенську, Катерининську та Свято-Казанську церкви й меморіал з каплицею архангела Михаїла на кладовищі Яцево. Храми ХІ-ХІІ століть у чернігівському Дитинці, незважаючи на його бомбардування, серйозно не постраждали. Значно постраждала Вознесенська церква в Лукашівці Чернігівської області, де був штаб окупантів.

### Інші об'єкти

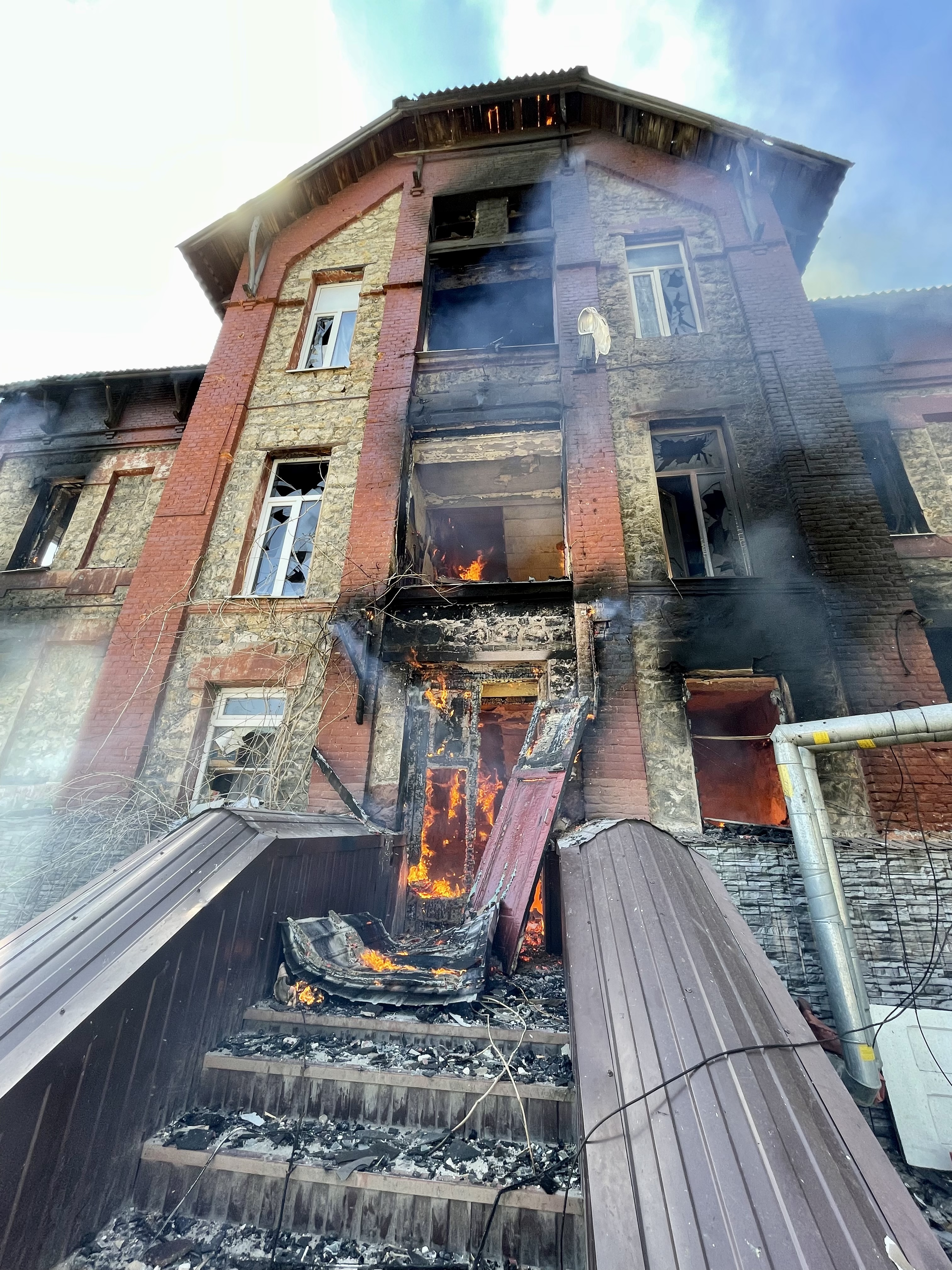
Лисичанська багатопрофільна гімназія після обстрілу 1 травня

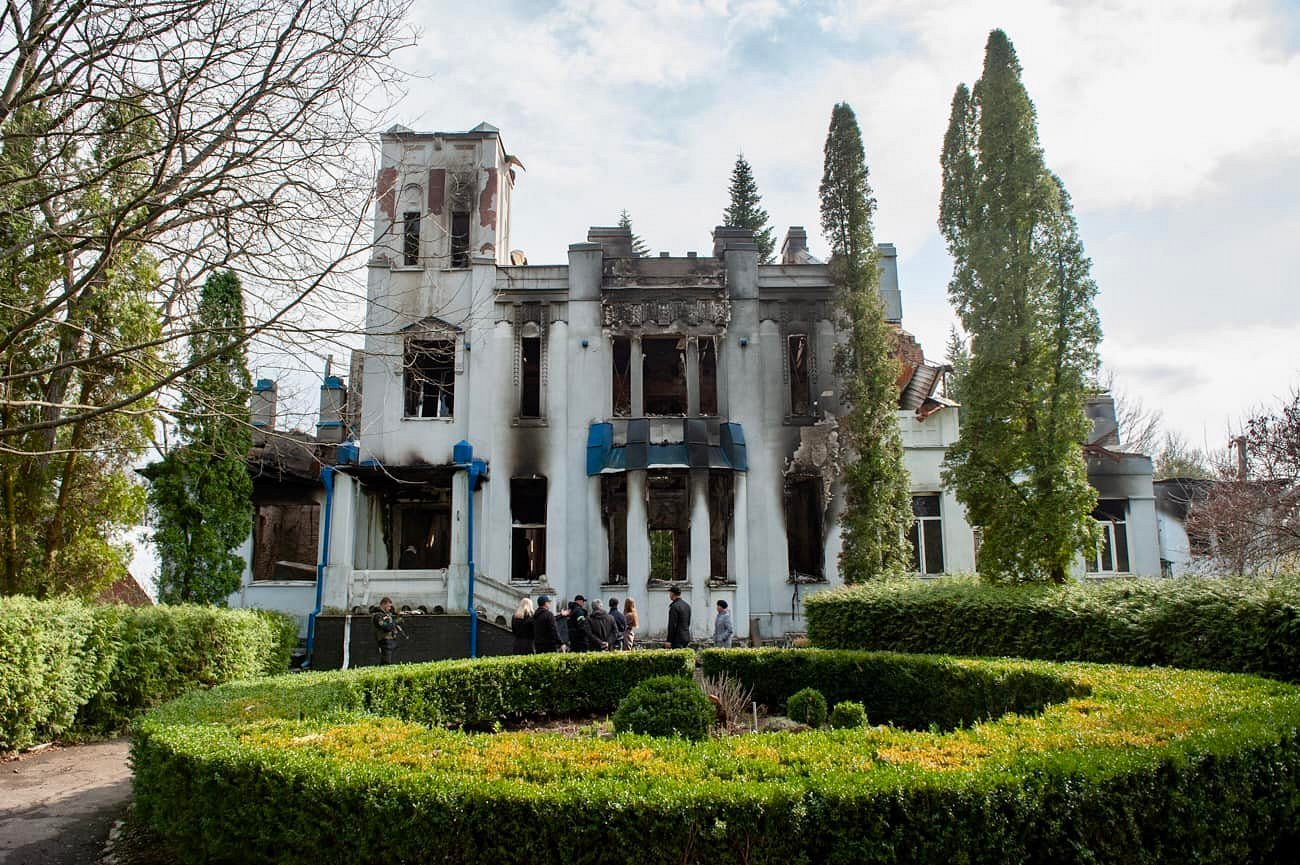
Будинок управителя маєтками Леопольда Кеніга в Тростянецькому парку (пам'ятка архітектури національного значення, місце розташування лісової науково-дослідної станції) після боїв за Тростянець

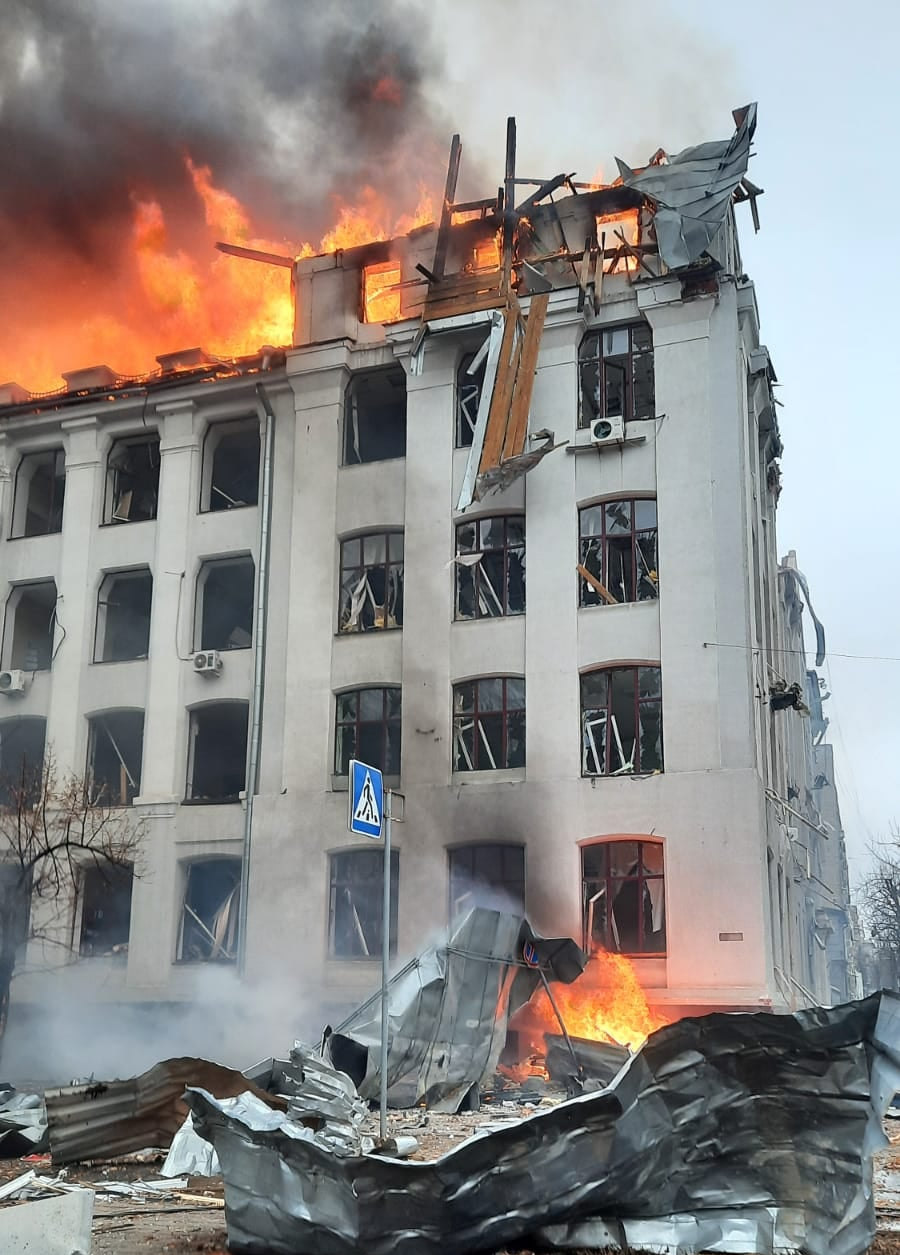
Будинок Наркомпраці — пам'ятка містобудування та архітектури, де розташовувався Економічний факультет Харківського університета — після російського ракетного удару 2 березня 2022

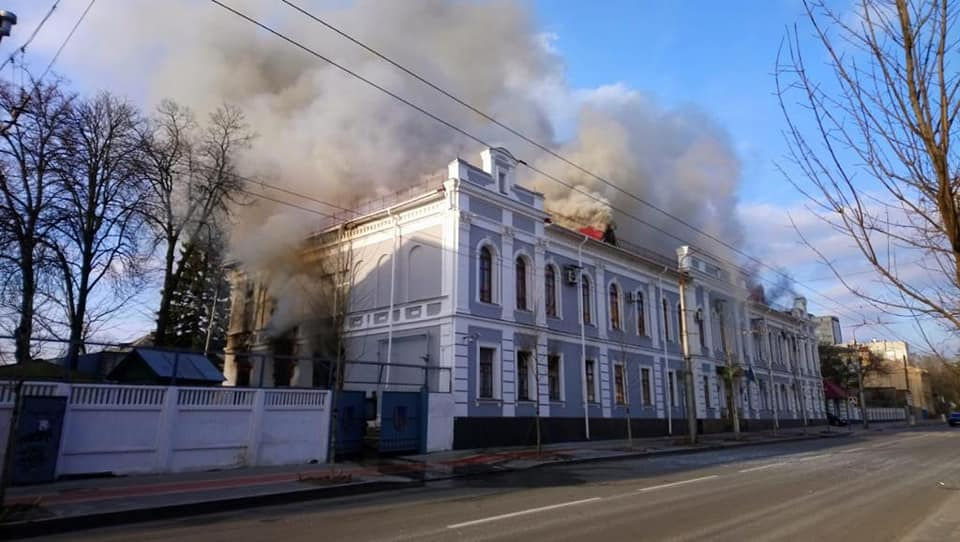
Колишній будинок окружного суду (1904) в Чернігові після обстрілу 25 лютого

В Донецькій області 16 березня російські війська скинули бомбу на драматичний театр у Маріуполі, вбивши близько 300 людей. Бомбардуваннями було зруйновано й численні інші об'єкти міста.
В Києві 15 березня від вибухової хвилі постраждала Київська мала опера на Лук'янівці.
В Луганській області на початку травня від обстрілів згоріли дві будівлі кінця XIX століття в Лисичанську, що належать до бельгійської спадщини міста: 1 травня — будівля казарми содового заводу (нині Лисичанська багатопрофільна гімназія), а 3 травня — будинок директора цього заводу (нині протитуберкульозна поліклініка).
В Одесі 12 травня ракетним обстрілом був пошкоджений Воронцовський палац.
У Сумах уже в перший день вторгнення, 24 лютого 2022 року, після вуличних боїв сумської тероборони з військами РФ у кадетському корпусі вирувала пожежа. 2 березня росіяни завдали ракетного удару по території архітектурного комплексу, де розташовувалася 27-ма реактивна артилерійська бригада, військова кафедра СумДУ та кадетський корпус. Корпус було фактично знищено.
В Сумській області у Тростянці згорів будинок управителя маєтками Леопольда Кеніга (пам'ятка архітектури національного значення, 1911), де розташовувалась Краснотростянецька лісова науково-дослідна станція. Постраждав Круглий двір та локомотивне депо «Смородине» 1877 року. В Охтирці пошкоджено, серед іншого, будинок культури (архітектурну пам'ятку 1914 року) та зруйновано будівлю міської ради.
У Харкові станом на кінець березня зруйновано не менше 30 об'єктів культурної спадщини, в тому числі багато дореволюційних будівель. Так, авіаударом напівзруйновано прибутковий будинок Масловського — архітектурну пам'ятку 1911 року. Значно пошкоджено будівлі магазину «Люкс» (1894), Харківського апеляційного суду (1902), Палац праці (1916) та пожежну частину на Заїківці (1887); постраждали Харківська обласна філармонія (1859), школа № 7 (1906—1907) та Харківський художній музей (1912), де вибухами вибито вікна, що спричинило порушення кліматичних умов зберігання експонатів. Серед знищених пам'яток радянських часів — будівлі Харківської обласної державної адміністрації, обласного управління поліції та економічного факультета Харківського університета (колишній будинок Наркомпраці). Значно пошкоджено Державний інститут з проектування підприємств коксохімічної промисловості. Постраждали будинок «Слово», будівля Харківської міськради, театр опери та балету та інші об'єкти.
В Чернігові станом на 8 квітня зафіксували понад 20 злочинів проти культурної спадщини. Зокрема, 25 лютого російським обстрілом пошкоджено колишній будинок окружного суду (нині обласне управління СБУ), 27 лютого ракетний удар частково зруйнував колишній кінотеатр імені Щорса (нині обласний молодіжний центр).

## Реакція
Українські вчені висловили занепокоєння з приводу «культурної катастрофи, що розгортається», яке підтримав президент і генеральний директор J. Paul Getty Trust Джеймс Куно. У заяві Куно засуджуються культурні звірства, які скоюються в Україні, а також людські та екологічні втрати, і наголошується, що захист і збереження культурної спадщини є основною цінністю. Ініціатива Смітсонівського інституту Smithsonian Cultural Rescue Initiative співпрацювала з мешканцями України, які пройшли навчання щодо збереження культурної спадщини.
3 березня ЮНЕСКО опублікувало заяву про стурбованість ситуацією в Україні, де вимагає негайного припинення атак на цивільні об'єкти. В заяві відмічено руйнування в Харкові, історичному центрі Чернігова, втрату картин Марії Примаченко, удар по меморіалу Холокоста та інші руйнування.
7 березня Центр Симона Візенталя закликав ЮНЕСКО вжити негайних заходів для захисту всіх релігійних та культурних об'єктів в Україні після повідомлень про бомбардування Росією Меморіального центру Голокосту Бабиного Яру. Центр також закликав усунути Росію від проведення конференції всесвітньої спадщини пізніше цього року через вторгнення.
9 березня Міністерство культури та інформаційної політики України оголосило збір інформації про руйнування об'єктів культурної спадщини України. При цьому міністерство закликає не поширювати інформацію про способи захисту культурних цінностей та про місце перебування або переміщення музейних колекцій під час війни. 5 квітня Український культурний фонд запустив інтерактивну «Мапу культурних втрат».
Проєкт Backup Ukraine в партнерстві з Virtue Media Group VICE, Blue Shield Danmark та Національною комісією Данії у справах ЮНЕСКО було анонсовано у травні 2022 року. Пропонують використовувати додаток для сканування об’єктів в Україні, які потім перетворюватимуть на 3D-модель і завантажуватимуть у хмарну базу даних для резервного копіювання.
Проєкт DECOPE 2022-2025 (Destructive Exploitation and Care of Cultural Objects. Professional/Public Education for sustainable heritage management), де дослідники з Норвегії, Шотландії та Іспанії аналізували виклики, що виникають при збереженні культурних пам'яток у зонах війни, і розробляли стратегії для надання ефективної допомоги в таких умовах. Завершальний семінар відбувся 29 січня в Осло у Норвезькому інституті культурної спадщини (NIKU). У першій частині дня були представлені результати досліджень DECOPE, у завершенні буде обговорено підготовку до війни як частину догляду за спадщиною (брали участь також учасники від Норвезької організації з питань культурної спадщини). Фінальний звіт очікується у березні-квітні 2025 року.

## Див.також
- Damaged In Ua